# 中国环球电视网欧洲分台
中国环球电视网歐洲分台（英語：CGTN Europe），成立於2019年10月8日，是中央广播电视总台旗下國際頻道中国环球电视网第三個海外分台。

## 主播陣容

### 新聞主播
- （兼任財經主播）
- 李建華（2023年2月起由北京總部調往歐洲分台）
- （兼任財經主播）
- （兼任財經主播）

### 觀點節目主持
- （兼任新聞、財經主播）

## 節目
- 全球財經 Global Business（日播）： 財經資訊、新聞類節目
- 今日世界 The World Today（日播）：新聞節目
- 議程 The Agenda（週六首播，週日重播）：訪談節目，由Juliet Mann主持
- 風向標 Razor （不定期播出）：科普節目

## 外部鏈接
- 官方网站 （页面存档备份，存于）
- Facebook專頁 （页面存档备份，存于）
- Youtube頻道 （页面存档备份，存于）
- Instagram帳號 （页面存档备份，存于）
- Twitter帳號 （页面存档备份，存于）
- Tiktok帳號 （页面存档备份，存于）
- Daily motion帳號 （页面存档备份，存于）
- 直播連結 （页面存档备份，存于）